# Anton Šoltýs
Anton Šoltýs (* 30. April 1937 in Kežmarok; † 12. Dezember 2022 in Bratislava, Slowakei) war ein tschechoslowakischer Skirennläufer.

## Karriere
Anton Šoltýs begann im Alter von 10 Jahren mit dem Skifahren. Er gewann neun tschechoslowakische Meistertitel. Nachdem Miroslav Brůna sich verletzt hatte, wurde Šoltýs während der Olympischen Winterspiele 1964 in Innsbruck nachnominiert. Im Riesenslalom belegte er den 48. Platz, im Slalomrennen hingegen schied er aus.
Nach den Olympischen Spielen beendete er im Alter von 27 Jahren seine Karriere und war fortan als Trainer aktiv. Sein Sohn Peter Šoltýs startete später im Weltcup.
Seine Nichte Jana Gantnerová-Šoltýsová und deren Tochter Jana Gantnerová wurden ebenfalls Skirennläuferinnen.
Šoltýs starb am 12. Dezember 2022 im Alter von 85 Jahren nach schwerer Krankheit.